# ألبرت جاغر
ألبرت جاغر (بالألمانية: Albert Jäger) هو تربوي وكاتب ومؤرخ وسياسي نمساوي، ولد في 8 ديسمبر 1801 في النمسا، وتوفي في 10 ديسمبر 1891 في إنسبروك في النمسا. انتخب عضو مجلس النواب ‏.